# Vasco da Gama (couraçado)
Vasco da Gama foi uma corveta couraçada ou, simplesmente, couraçado, operado pela Marinha Portuguesa entre 1878 e 1935. Foi construída pela Thames Iron Works em Londres, lançado em 1876 e concluído em 1878. Serviu como nau capitânia da frota portuguesa durante a maior parte de sua longa e pacífica carreira. Foi reconstruído e modernizado entre 1901 e 1903, onde foi alterado a dimensão, tonelagem e armamento. Já obsoleto na década de 1930, o Vasco da Gama foi finalmente vendido para demolição em 1935.

## Características

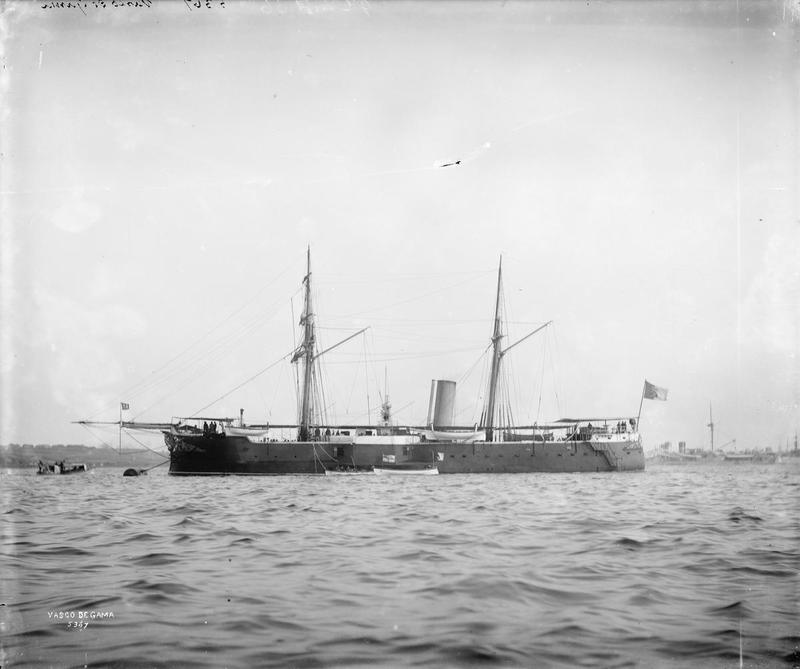
Vasco da Gama em 1895

Vasco da Gama tinha 200 pés (61 m) de comprimento entre as perpendiculares, boca de 40 pés (12 m), embora nos canhões de bateria principais do navio tivesse 46 pés 6 pol. (14,17 m) de largura. Tinha calado máximo de 19 pés (5,8 m). Deslocava 2 384 toneladas métricas (2 346 toneladas longas; 2.628 toneladas curtas) originalmente. Foi equipado com uma plataforma bergantim e uma máquina a vapor com potência nominal de 3 mil HP (2 200 kW), que produzia uma velocidade máxima de 10,3 nós (19,1 km/h; 11,9 mph). Sua tripulação era composta por 232 oficiais e homens.
Vasco da Gama era armado com uma bateria principal de dois canhões de 10,2 pol. (260 mm), colocados em barbetas individuais lado a lado no meio do navio. Também estava equipado com um único canhão de 150 mm (5,9 pol.) montado em sua popa e quatro canhões de 9 libras para defesa de curto alcance contra torpedeiros. Era protegido com um cinturão blindado de ferro completo com 4 polegadas (100 mm) de espessura em cada extremidade e 9 polegadas (230 mm) de espessura a meia nau. As armas das baterias principais eram protegidas por barbetas de 250 mm de espessura.

## História
O Vasco da Gama teve a quilha batida em 1875, no estaleiro da Thames Iron Works em Londres, na Grã-Bretanha, e lançado em 1876. A construção foi concluída em 1878. O Vasco da Gama foi o único couraçado que serviu à marinha portuguesa. Operou como parte da defesa costeira que protegia Lisboa, capital de Portugal, e a foz do rio Tejo. Em 26 de junho de 1897, Vasco da Gama participou da Fleet review em Spithead, em celebração do Jubileu de Diamante da Rainha Vitória. Na época, o navio era comandado pelo capitão Barreto de Vascomellos.

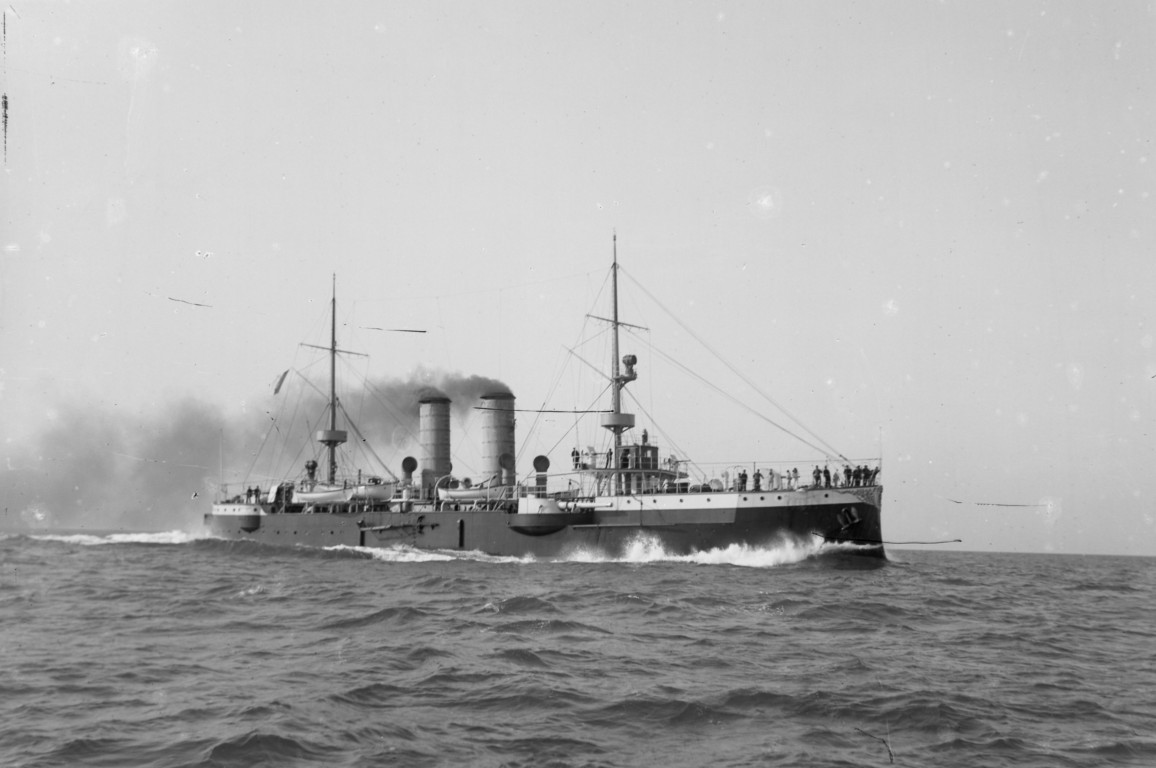
Vasco da Gama em 1903

Em 1901, Vasco da Gama foi levado à doca seca do estaleiro Orlando, em Livorno, Itália, para uma grande reconstrução. O couraçado foi cortado ao meio e alongado por uma seção de 9,91 m de comprimento. Foi equipado com novos motores e caldeiras de tubos de água mais potentes, avaliadas em 6 mil ihp (4.500 kW); isso aumentou sua velocidade para 15,5 nós (28,7 km/h; 17,8 mph). O equipamento de navegação também foi removido. Suas armas de bateria principais foram substituídas por novas armas L / 40 de 8 pol. (200 mm) em contrafeito, o canhão curto de 5,9 polegadas foi substituído por um novo canhão L / 45 de 5,9 polegadas de cano longo, e seis canhões de 3 libras aumentaram sua defesa de curto alcance. Sua blindagem foi removida e uma couraça de aço mais forte foi instalada em seu lugar. A tripulação do navio aumentou para 260 oficiais e homens. Todas as mudanças fizeram com que seu deslocamento subisse para 2 972 toneladas métricas (2 925 toneladas longas; 3 276 toneladas curtas). As obras de Vasco da Gama foram concluídas em 1903.
Em 27 de agosto de 1907, uma explosão de gás a bordo do navio feriu vários tripulantes. Durante a agitação política de abril de 1913, parte da tripulação do Vasco da Gama teve que ser removida do navio, pois eles haviam se envolvido em um planejado golpe de estado contra a Primeira República Portuguesa. Em 14 de maio de 1915, a tripulação novamente participou da agitação; eles se amotinaram e mataram o capitão do navio e bombardearam Lisboa, matando cerca de cem pessoas. O Vasco da Gama permaneceu como a nau capitânia da Marinha Portuguesa até meados de 1914, pois o orçamento naval português era insuficiente para financiar um navio substituto. Já completamente obsoleto, permaneceu na frota portuguesa até 1935, quando foi vendido para demolição.